# かざらない青春
「かざらない青春」（-せいしゅん）は、1976年12月21日に発売された岡田奈々の7枚目のシングル。発売元はNAVレコード（現・ポニーキャニオン）。

## 解説
- リリースナンバーはN-10、定価600円[1]。本シングルは、同年9月10日発売の前作「手編みのプレゼント」[2]が売れつづけ、3か月半という長めのインターバルで発売された。

- デビュー以来、歌詞を提供しつづけ、岡田のイメージづくりに貢献してきた松本、「青春の坂道」以降のサウンドに貢献してきた瀬尾は、本作をもって降板。松本は翌1977年（昭和52年）2月25日に発売されたアルバム『'77新しい日記帳』収録曲「新しい日記帖」と「昨日の雨」の作詞を手掛けたが、その後は松本・瀬尾ともにアルバムも含め全面降板し、その後の岡田の楽曲に参加することはなかった。

- 作曲の佐藤は、本作をもってシングルの表舞台からは一度離れるが、1978年（昭和53年）2月10日発売の11枚目のシングル「バイバイ・ララバイ」で復帰、アルバムを含めてNAVレコードでのラストシングル「静舞 -クワイエット ダンス-」（1980年）まで、岡田と伴走することになる[3]。いずれにせよ、次作「そよ風と私」（1977年）では作家陣が一新することになった。

- 本作は、オリコンチャートでベスト30入りを果たせなかった。

- 現在、A面・B面ともにCD音源化されている。

## 収録曲
- 全曲作詞：松本隆

1. かざらない青春 (3分23秒)
作曲：佐藤健／編曲：瀬尾一三
2. プリーズ・プリーズ (4分8秒)
作曲・編曲：瀬尾一三

## 収録アルバム
- 『岡田奈々 スーパーベスト』 （1986年11月5日発売、廃盤） - 「かざらない青春」
- 『岡田奈々』 （1989年8月21日発売、廃盤） - 「かざらない青春」
- 『MYこれ!クション 岡田奈々 BEST』 （2001年10月17日発売） - 「かざらない青春」
- 『ぼくらのベスト アルバム復刻シリーズ 岡田奈々2 （2004年5月19日発売）

アルバム『'77新しい日記帳』 - 「かざらない青春」「プリーズ・プリーズ」
- 『「岡田奈々」SINGLESコンプリート』 （2007年7月18日発売） - 「かざらない青春」「プリーズ・プリーズ」
- 『憧憬+シングルコレクション』 （2008年7月16日発売） - 「かざらない青春」